# شورش میتو
شورش میتو یا شورش تنگوتو (به ژاپنی: 水戸幕末争乱 Mito bakumatsu sōran) یک جنگ داخلی بود که در قلمرو میتو مابین مه ۱۸۶۴ تا ژانویه ۱۸۶۵ رخ داد. این شورش به پیروی از سوننو جوئی (حرمت‌گزاری به امپراتور، اخراج اجنبی) و ضد شوگون‌سالاری توکوگاوا بود. درگیری داخلی در قلمرو میتو که در سال ۱۸۶۴ آغاز شد، به جنگ تبدیل شد و یوشینوبو، هفتمین پسر توکوگاوا ناری‌آکی که توسط خاندان هیتوتسوباشی توکوگاوا به فرزندی پذیرفته شده بود، مجبور به انتخاب دشواری شد.

## زمینه

### ظهور گروه‌های افراطی که طرفدار بازگرداندن امپراتور و اخراج بیگانگان بودند
از زمان ورود کشتی‌های سیاه، تهدیدهای کشورهای خارجی در سراسر ژاپن شنیده می‌شد. شعاری که در آن زمان توسط میهن‌پرستان سر داده می‌شد «سوننو جوئی» بود. این ایده‌ای بود که از قلمرو میتو سرچشمه گرفته بود.
ارباب قلمرو میتو، توکوگاوا ناری‌آکی، و محقق قلمرو میتو، فوجیتا توکو، که نظریه سوننو جوئی را در کتاب‌ها و سایر رسانه‌ها موعظه می‌کرد، به نمادهای جنبش سوننو جوئی تبدیل شدند. این روند منجر به ظهور یک گروه رادیکال به نام حزب تنگو در قلمرو میتو شد.
نظریه‌های مختلفی وجود دارد، اما گفته می‌شود که حزب تنگو اصطلاحی تحقیرآمیز به معنای «تازه‌واردانی که متکبر هستند» بوده است. به عبارت دیگر، این نام یک حزب واحد نبود، بلکه به‌طور کلی به «کسانی که تنگو شده‌اند» اشاره داشت. از سوی دیگر، در میان میهن‌پرستان درون حزب تنگو، گفته می‌شود که این اصطلاح به معنای «کسانی که اعمال قهرمانانه‌ای فراتر از آنچه از یک انسان انتظار می‌رود انجام می‌دهند» بوده است. شخصیت اصلی در میان میهن‌پرستانی که به عنوان حزب تنگو شناخته می‌شدند، پسر چهارم توکو فوجیتا، فوجیتا کوشیرو بود.
او با میهن‌پرستان طرفدار امپراتوری و ضد خارجی در سراسر کشور تعامل داشت و برای کمپین‌ها و جمع‌آوری کمک‌های مالی در مکان‌های مختلف سخت تلاش کرد. او همچنین شروع به برنامه‌ریزی برای تشکیل ارتش علیه قلمرو چوشو کرد و به تدریج رادیکال‌تر شد. در همین زمان، او دو بار با ایچی شیبوساوا، که بعدها پدر سرمایه‌داری مدرن ژاپن شد، ملاقات کرد. ایچی شیبوساوا، فوجیتا کوشیرو را «مردی خردمند که از شنیدن یک چیز، ده چیز می‌داند» توصیف کرد.

### شوننو جوئی در قلمرو میتو
قلمرو میتو شاید برجسته‌ترین قلمرویی باشد که تاریخ اواخر دوره ادو را رهبری کرده است. به عنوان قلمرویی که میتوگاکو، بزرگ‌ترین منبع حمایت از امپراتور و اخراج بیگانگان، را در بر می‌گرفت، نقشی تاریخی در رهبری جنبش سوننو جوئی ایفا کرد. در نتیجه، توکوگاوا ناری‌آکی، ارباب قلمرو میتو، و محقق کنفوسیوسی مورد اعتماد او، فوجیتا توکو، مورد احترام میهن‌پرستان سوننو جوئی در سراسر کشور قرار گرفتند، اما در واقعیت آنها تضاد و هسته درگیری بزرگی را در درون قلمرو پنهان کرده بودند.
توکوگاوا ناری‌آکی ارباب قلمرو میتو بود که اصلاحات سیاسی معروف به اصلاحات تنپو را انجام داد. در طی این فرایند، او سامورایی‌های رده بالا را از طبقات اشرافی برکنار کرد و در عین حال به سامورایی‌های رده پایین ارتقاء شغلی زیادی داد.
با این حال، این تغییر پرسنل باعث ایجاد اصطکاک در درون قلمرو میتو شد و سامورایی‌های منتقد اصلاحات، سامورایی‌های ارتقا یافته را با «تِنگُو» خطاب کردن، مسخره می‌کردند. بسیاری از اصلاح‌طلبان، سامورایی‌های رده پایین بودند و آنها را به خاطر تازه به دوران رسیده‌هایی که مغرور و متکبر شده‌اند، مورد انتقاد قرار می‌دادند.
اگرچه قلمرو میتو درگیری‌های داخلی داشت، اما با ابتکار عمل قوی توکوگاوا ناری‌آکی، تاریخ پایان دوره ادو را رهبری کرد. با این حال، بر سر مسئله جانشینی شوگون و تأیید امپراتوری معاهده تجاری، با رقیب سیاسی، تایرو (مقامی معادل نخست‌وزیر امروزی) ای نائوسوکه، وارد درگیری شدیدی شد.
در نتیجه، توکوگاوا ناری‌آکی در اوت ۱۸۵۹ (آنسی ۶) با حصر خانگی دائمی به شدت مجازات شد. این واقعه به عنوان پاکسازی آنسی شناخته می‌شود. در اوت سال بعد، ۱۸۶۰، توکوگاوا ناری‌آکی بدون عفو درگذشت، اما قلمرو میتو به دو گروه تقسیم شد:
1. کسانی که وصیت توکوگاوا ناری‌آکی را ادامه دادند و به دنبال بازگرداندن عزت به امپراتور و اخراج بربرها بودند که به عنوان حزب تنگو شناخته می‌شدند.
2. کسانی که از موضع سیاسی توکوگاوا ناری‌آکی می‌ترسیدند و با پیروی از خواسته‌های شوگون‌سالاری به دنبال امنیت قلمرو میتو بودند و درگیری عمیق‌تر شد.

زمانی که او توسط دایمیوهای مرتبط و دایمیوهای خارجی (جناح هیتوتسوباشی) که به دنبال پیشرفت در حکومت شوگون‌سالاری بودند، به عنوان جانشین شوگون توصیه شد.
از سوی دیگر، دایمیوهای فودای که تا آن زمان مسئول دولت شوگون‌سالاری بودند، از توکوگاوا یوشیتومی، ارباب قلمرو کیشو (جناح نانکی) حمایت می‌کردند. مبارزه بر سر جانشینی با پیروزی جناح نانکی پایان یافت و یوشیتومی، که اکنون با نام توکوگاوا ایه‌موچی شناخته می‌شود، چهاردهمین شوگون شد، اما درگیری بین دو جناح پایان نیافت و منجر به پاکسازی آنسی شد. یوشینوبو هرگز نمی‌خواست شوگون شود، اما درگیر عواقب آن شد و به او دستور بازنشستگی و حبس خانگی داده شد.
پس از ترور ای نائوسوکه در بیرون دروازه ساکورادامون، یوشینوبو از بازداشت خانگی آزاد شد، اما از نظر سیاسی قدرت به او بازگردانده نشد. با این حال، با حمایت قلمرو ساتسوما، که با حمایت اقتدار دربار امپراتوری (فرستادگان امپراتوری) در امور پرسنلی شوگون‌سالاری مداخله می‌کرد، او در ژوئیه ۱۸۶۲ به عنوان سرپرست شوگون منصوب شد و دوباره وارد صحنه سیاسی شد. در آن زمان، یوشینوبو دوباره خاندان هیتوتسوباشی توکوگاوا را به ارث برده بود و هم در ظاهر و هم در واقعیت به خدمت فعال بازگشته بود.
در آن زمان، دربار امپراتوری به شدت از شوگون‌سالاری می‌خواست که معاهده‌ها را نقض کرده و بیگانگان را اخراج کند. شوگون‌سالاری برای کسب اجازه از امپراتور کومی، که فردی ضدبیگانه بود، برای اینکه خواهرش، شاهدخت کازونومیا، را به همسری توکوگاوا ایه‌موچی درآورد، قول داده بود که معاهدات تجاری منعقد شده با قدرت‌های غربی را نقض کرده و بیگانگان را اخراج کند. قلمرو چوشو با استفاده از این وعده به عنوان سپر، شوگون‌سالاری را به شدت ترغیب کرد که بیگانگان را اخراج کند و موقتاً رهبری اوضاع سیاسی را به دست گرفت.

### دلایلی که کیکی از نقض پیمان و اخراج خارجی‌ها حمایت می‌کرد
هنگامی که قلمرو چوشو در کودتای ۱۸ اوت ۱۸۶۳ قدرت را از دست داد، اربابان فئودالی که قصد ورود به سیاست ملی را داشتند، از جمله قلمرو ساتسوما که مغز متفکر کودتا بود، به توکیو آمدند. آنها قصد داشتند به جای قلمرو چوشو، رهبری اوضاع سیاسی را در دربار امپراتوری به دست بگیرند. یوشینوبو که در زمان کودتا در ادو بود نیز به کیوتو آمد.
یوشینوبو در ابتدا با حمایت قلمرو ساتسوما (پدر ارباب قلمرو، شیمازو شیگه‌هیسا) به قدرت بازگردانده شده بود، اما او نسبت به تلاش‌های هیسامیتسو و افرادش برای پیشرفت در سیاست ملی محتاط شد. از آنجایی که یوشینوبو همچنین عضوی از خانواده توکوگاوا بود، نمی‌خواست دایمیوهای توزاما در سیاست ملی شرکت کنند.
در آن زمان، بزرگ‌ترین مسئله سیاسی هنوز مسئله نقض پیمان و اخراج بیگانگان بود. اگرچه قلمرو چوشو از قدرت کنار گذاشته بود، اما سیاست نقض پیمان و اخراج بیگانگان که شوگون‌سالاری به امپراتور وعده داده بود، همچنان پابرجا بود. با این حال، یک درک مشترک بین شوگون‌سالاری و خاندان‌های مختلف وجود داشت که این امر واقع‌بینانه نیست، زیرا می‌تواند منجر به جنگ با سایر کشورها شود.
کِیکی در نهایت جرئت کرد و از شکستن پیمان و اخراج بیگانگان حمایت کرد زیرا این چیزی بود که امپراتور به شدت آرزویش را داشت و راهی مناسب برای جلب اعتماد او بود. کِیکی خود علاقه زیادی به تمدن غرب داشت و چیزی جز حامی گشودن کشور نبود.
یوشینوبو که با حمایت از نقض پیمان و اخراج بیگانگان، اعتماد امپراتور را جلب کرده بود، در ۲۵ مارس ۱۸۶۴ از سمت خود به عنوان سرپرست شوگون استعفا داد و توسط دربار امپراتوری به عنوان فرمانده کل گارد امپراتوری، بالاترین مقام در حفاظت از کاخ امپراتوری کیوتو، منصوب شد. می‌توان گفت که اعتماد امپراتور به یوشینوبو در این نقطه به اوج خود رسید.

### قیام حزب تنگو و حادثه کینمون
در ۲۷ مارس ۱۸۶۸، در قلمرو میتو، زادگاه خانواده یوشینوبو، جناح سوننو-جوئی، معروف به حزب تنگو، به رهبری سامورایی قلمرو میتو، فوجیتا کوشیرو (پسر چهارم فوجیتا توکو)، ارتشی را در کوه تسوکوبا گرد هم آوردند. هدف آنها تشویق شوگون‌سالاری به اخراج بیگانگان بود.
حزب تنگو به معبد نیکو توشوگو، مکانی مقدس برای خانواده توکوگاوا، رفتند تا برای اخراج بیگانگان دعا کنند و سعی کردند از نیکو به کل کشور متوسل شوند تا اخراج بیگانگان را اجرا کنند. با این حال، پشت سر آنها قلمرو چوشو قرار داشت که در یک آشوب سیاسی برکنار شده بود و به دنبال بازپس‌گیری قدرت از دست رفته خود بود. گفته می‌شود که آنها بودجه نظامی را نیز تأمین می‌کردند.
شوگون‌سالاری به حوزه‌های مختلف در شمال کانتو دستور داد تا شورش را سرکوب کنند، اما سامورایی‌های قلمرو میتو که با تنگوتو مخالف بودند به نیروهای سرکوب پیوستند و قلمرو میتو وارد وضعیت جنگ داخلی شد. میدان‌های نبرد فراتر از قلمرو حوزه میتو به ولایت‌های ولایت هیتاچی و ولایت شیموتسوکه گسترش یافت و شمال کانتو بیش از شش ماه در آشوب بود.
در همین زمان، افرادی در قلمرو خاندان هیتوتسوباشی در منطقه کانتو سفر می‌کردند تا رونین‌ها (روشی) را که می‌توانست در نیروی رزمی خاندان هیتوتسوباشی مفید باشد، جمع‌آوری کنند. این افراد شیبوساوا ایچی (Shibusawa Eiichi) و پسرعمویش شیبوساوا سیچیرو (Shibusawa Seiichiro) بودند که به تازگی به عنوان ملازمان یوشینوبو منصوب شده بودند. ایچی و رفقایش سفر خود را در اواخر ژوئن آغاز کردند، اما آنها نتوانستند به اندازه‌ای که امیدوار بودند، افراد را جمع‌آوری کنند. دلیل این امر پیوستن بسیاری از آنها به حزب تنگو بود.
در همین زمان، اوضاع در کیوتو، جایی که یوشینوبو در آن بود، نیز آشفته بود. در ۵ ژوئن، شینسنگومی به میهن‌پرستان سوننو جوئی حمله کرد (حادثه ایکه‌دایا). قلمرو چوشو که از کیوتو اخراج شده بود، بسیاری از ملازمانش را به کیوتو نفوذ داد و به آنها اجازه داد تا وارد عمارت‌های اشراف و سایر خاندان‌ها شوند و برای بازگرداندن قدرت خود تلاش می‌کردند. حادثه ایکه‌دایا جرقه‌ای بود که منجر به حادثه کینمون شد، که حدود یک ماه و نیم بعد رخ داد.
هیرائوکا انشیرو، که به عنوان دستیار نزدیک کیکی شناخته می‌شد و از ملازمان ارشد خاندان هیتوتسوباشی بود که شیبوساوا را به عنوان ملازم کیکی ارتقا داده بود، نیز در شب ۱۶ ژوئن در کیوتو ترور شد.
کیکی حامی کشورگشایی بود و قصد اخراج بیگانگان را نداشت، اما سامورایی‌های قلمرو میتو که از طرفداران فرقه سوننو جوئی بودند و هرگز چنین چیزی را تحمل نمی‌کردند، و با دیدی خصمانه به کیکی می‌نگریستند و معتقد بودند دلیل اینکه او حاضر به شکستن پیمان و اخراج بیگانگان نیست، این است که توسط هیرائوکا انشیرو، که طرفدار کشورگشایی بود، به دام افتاده است. آنها فرض کردند که هیرائوکا خائن است و او را ترور کردند، به این امید که یوشینوبو سپس پیمان را بشکند و بربرها را اخراج کند.
در ۱۹ ژوئیه، قلمرو چوشو سرانجام به کیوتو (حادثه کینمون) یورش بردند. آنها به کاخ امپراتوری که امپراتور در آن بود نزدیک شدند، اما یوشینوبو، به عنوان فرمانده کل گارد امپراتوری، آنها را دفع کرد. نام یوشینوبو در سراسر کشور شناخته شده بود، اما جنبشی که جایگاه او را تهدید می‌کرد، قریب‌الوقوع بود.

## شورش

### بسیج ارتش در کوه تسوکوبا
با شدت گرفتن جنبش سوننو جوئی در داخل کشور، شوگون‌سالاری تلاش کرد بندر یوکوهاما را که قبلاً باز شده بود، ببندد تا افکار عمومی طرفدار امپراتوری و ضد خارجی را آرام کند. مردی که این کار را رهبری می‌کرد، توکوگاوا یوشینوبو، هفتمین پسر توکوگاوا ناری‌آکی و وارث خانواده معتبر خاندان هیتوتسوباشی توکوگاوا بود.
این نقشه به دلیل کشمکش قدرت در درون شوگون‌سالاری، از جمله قلمرو ساتسوما، خنثی شد، اما در این زمان، فوجیتا کوشیرو ناگهان ارتشی را در کوه تسوکوبا گرد هم آورد. به عبارت دیگر، علت اصلی، اعتراض به بسته شدن بندر یوکوهاما بود که در حال اجرا بود. در مارس ۱۸۶۴ (اولین سال دوره گنجی)، تنها ۶۲ مرد در کوه تسوکوبا جمع شدند تا ارتشی تشکیل دهند، اما به تدریج تعداد آنها افزایش یافت و در نهایت به بیش از ۱۴۰۰ نفر رسید.
فرمانده کل قوا تاکدا کوئونسای بود که در این مسیر مداخله کرد و معاون فرمانده تاکدا کوئونسای بود. با این حال، هدف حزب تنگو مبنی بر «رساندن آرزوی تکریم امپراتور و اخراج بربرها به دربار امپراتوری از طریق هیتوتسوباشی یوشینوبو در کیوتو» توسط شوگون‌سالاری یا حوزه‌های مختلف فئودالی درک نشد.
این یک شورش تلقی شد و آنها علیه نیروهای تنبیهی شوگون‌سالاری و نیروهای متخاصم در قلمرو میتو جنگیدند. برخی از میهن‌پرستان برای جمع‌آوری بودجه برای جنگ به مقام‌های دولتی و ثروتمندان حمله کردند که این امر نیز تأثیر بدی بر شوگون‌سالاری گذاشت. تاکدا کوئونسای و افرادش به هیتوتسوباشی یوشینوبو در کیوتو پناه بردند.
در واقع، درست قبل از قیام، توکوگاوا یوشینوبو از طریق تاکدا کوئونسایا از سامورایی‌های میتو درخواست کرده بود که به کیوتو بیایند و حدود ۲۰۰ تا ۳۰۰ نفر از آنها عملاً تابع او شدند. در مسیر کیوتو از طریق جاده ناکاسندو، حزب تنگو همچنین درگیر نبردهایی با خاندان‌های تاکاساکی، تاکاشیما و ماتسوموتو شد. این به این دلیل بود که شوگون‌سالاری دستور تعقیب و کشتن آنها را صادر کرده بود.
وقتی جنگ در کیوتو آغاز شد، حزب تنگو به مبارزه علیه نیروهای تنبیهی اعزامی از سوی شوگون‌سالاری ادامه داد، اما به تدریج در تنگنا قرار گرفت. پس از فرار به دایکو در ولایت هیتاچی، حزب تنگو تصمیم گرفت به یوشینوبو پناه ببرد و به سمت کیوتو حرکت کند. این اتفاق در ۲۶ اکتبر رخ داد. آنها سعی کردند به یوشینوبو تکیه کنند زیرا فکر می‌کردند او آرمان‌های آنها را درک می‌کند، و همین امر باعث شد که با عزمی راسخ برای اخراج بیگانگان قیام کنند. صرف نظر از نیات واقعی‌اش، یوشینوبو از شکستن پیمان و اخراج بیگانگان به عنوان چهره عمومی خود استفاده کرد.
حزب تنگو شروع به پیشروی به سمت غرب و به سمت کیوتو کرد، اما یوشینوبو، که آنها به او تکیه کرده بودند، از دربار امپراتوری درخواست کرد تا آنها را مطیع خود کند. ایچی شیبوساوا برای جلوگیری از سوءظن شوگون‌سالاری به توطئه با حزب تنگو، آنها را همراهی کرد.
شورشیان در حال ضعیف شدن بودند و به حدود ۱۰۰۰ نفر کاهش یافتند.

### شکست شورش
در دسامبر ۱۸۶۴ آنها با یک نیروی جدید تحت فرماندهی توکوگاوا یوشینوبو (که خود در قلمروی میتو متولد شد) با بیش از ۱۰ هزار نفر روبرو شدند، که در نهایت شورشیان را مجبور به تسلیم کرد.
در ۳ دسامبر، یوشینوبو کیوتو را به مقصد ولایت اومی ترک کرد، اما وقتی به کایزو رسید، خبر تسلیم شدن حزب تنگو به قلمرو کاگا را دریافت کرد. یوشینوبو تصمیم گرفت به کیوتو بازگردد، اما پایان غم‌انگیزی در انتظار حزب تنگو (تنگو-توی) تسلیم‌شده بود.
تنگو-توها مسیر خود را تغییر دادند و به ولایت اچیزن (استان فوکوی در شمال شرقی امروزی) رسیدند، جایی که متوجه شدند فرمانده کل نیروی تنبیهی که در حال پیشروی بود، آخرین امید آنها، توکوگاوا یوشینوبو، است. تنگو-توها در ناامیدی تسلیم قلمرو کاگا شدند و شورش در دسامبر همان سال به پایان رسید.
یک نیروی ضد شورش در ۱۷ ژوئن ۱۸۶۴ به رهبری ایچیکاوا هیروتومی، متشکل از ۷۰۰ سرباز میتو با ۳ تا ۵ توپ و حداقل ۲۰۰ قبضه سلاح گرم، به کوه تسوکوبا اعزام شد، و همچنین شوگون‌سالاری توکوگاوا ۳۰۰۰ نفر با بیش از ۶۰۰ قبضه سلاح گرم و چند توپ را به قلمروی میتو فرستاد.
با اوج گرفتن درگیری، در ۱۰ اکتبر ۱۸۶۴ در ناکامیناتو، نیروی ۶٬۷۰۰ نفری شوگون‌سالاری توسط ۲۰۰۰ شورشی شکست خورد و چندین شکست شوگون‌سالاری به دنبال آن رخ داد.
اعضای حزب تنگو که از قلمرو کاگا به شوگون‌سالاری تحویل گرفته شده بودند، مورد بدرفتاری قرار گرفتند. آنها در یک انبار شاه‌ماهی در تسوروگا زندانی شدند، اما بسیاری از آنها به دلیل شرایط بد بر اثر بیماری جان باختند. ۳۵۲ نفر از آنها سر بریده شدند.
این قیام منجر به ۱۳۰۰ کشته از سوی شورشیان شد، که تحت فشارهای شدیدی قرار گرفتند، از جمله ۳۵۳ اعدام و تقریباً ۱۰۰ کشته در اسارت.

### تأثیری بر زندگی بعدی توکوگاوا یوشینوبو
افزایش انتقاد از یوشینوبو، که برای محافظت از خود، اجازه داده بود حزب تنگو از بین برود، اجتناب‌ناپذیر بود. پس از مرگ توکوگاوا ناری‌آکی، ناامیدی از یوشینوبو، که مایه امید میهن‌پرستان سوننو-جوئی بود، نیز گسترش یافت.
رفتار خشن شوگون‌سالاری با تنگوتو و اعدام‌های دسته‌جمعی، انتقادهایی را از قلمروهای مختلف فئودالی برانگیخت. سامورایی ساتسوما، اوکوبو توشیمیچی و دیگران، از زوال شوگون‌سالاری انتقاد کردند و گفتند که این امر نزدیک است. پیامد شورش تنگوتو نه تنها موقعیت کیکی را بدتر کرد، بلکه به عامل اصلی بیگانگی مردم از شوگون‌سالاری تبدیل شد.
مجازات شوگون‌سالاری بسیار سختگیرانه بود. سردسته‌ها، تاکدا کوئونسای و فوجیتا کوشیرو، و همچنین اکثر افراد دیگر، با گردن زدن اعدام یا به جزیره‌ای تبعید شدند. در نتیجه، قلمرو میتو در پایان دوره ادو کاملاً از جریان بازسازی خارج شد. توکوگاوا یوشینوبو نیز در نهایت محبوبیت خود را از دست داد.